# Sebastián Gorga
Sebastián Gorga Nogueira (Montevideo, 6 de abril de 1994) es un futbolista uruguayo que juega como defensa en Rampla Juniors Fútbol Club de la Primera División de Uruguay

## Trayectoria
Comenzó jugando al baby fútbol como delantero en La Picada FC de la Liga Palermo de MontevideoTambién tuvo un paso por el club Intermezzo Pocitos en esta misma liga. A los 14 años llegó a Nacional para realizar las formativas en el club. En enero de 2013 fue ascendido a la Primera División estando en el momento como técnico del club Gustavo Díaz. El 18 de abril de ese mismo año se produjo su debut oficial en primera, enfrentando a Barcelona Sporting Club de Guayaquil por la Copa Libertadores de América.

## Selección nacional
Gorga ha sido internacional participando en todos los procesos juveniles de selección de su país, tanto en sub-15, sub-17, sub-20 y sub-22.
| Torneo                       | Sede    | Resultado  |
| ---------------------------- | ------- | ---------- |
| Sudamericano Sub-17 de 2011  | Ecuador | Subcampeón |
| Juegos Panamericanos de 2015 | Canadá  | Campeón    |

## Clubes
| Club                 | País      | Año         | PJ | Goles |
| -------------------- | --------- | ----------- | -- | ----- |
| Nacional             | Uruguay   | 2013- 2016  | 28 | 0     |
| Genoa                | Italia    | 2016        | 1  | 0     |
| Gimnasia (LP)        | Argentina | 2016 - 2017 | 18 | 0     |
| Palestino            | Chile     | 2017        | 3  | 0     |
| Montevideo Wanderers | Uruguay   | 2018        | 13 | 1     |
| River Plate          | Uruguay   | 2019        | 13 | 0     |
| Boston River         | Uruguay   | 2021        | 9  | 0     |
| Central Español      | Uruguay   | 2021        | 10 | 1     |
| Rampla Juniors       | Uruguay   | 2022        | 29 | 1     |
| Marathón             | Honduras  | 2023        | 13 | 2     |
| Rampla Juniors       | Uruguay   | 2024-       | 13 | 0     |

## Estadísticas
| Club                | Temporada           | Liga | Liga | Copas Internacionales | Copas Internacionales | Total | Total |
| Club                | Temporada           | PJ   | G    | PJ                    | G                     | PJ    | G     |
| ------------------- | ------------------- | ---- | ---- | --------------------- | --------------------- | ----- | ----- |
| Nacional · Uruguay  | 2012/13             | 1    | 0    | 1                     | 0                     | 2     | 0     |
| Nacional · Uruguay  | 2013/14             | 0    | 0    | 0                     | 0                     | 0     | 0     |
| Nacional · Uruguay  | 2014/15             | 12   | 0    |                       | 0                     |       | 0     |
| Nacional · Uruguay  | Total               | 13   | 0    | 1                     | 0                     | 2     | 0     |
| Total en su carrera | Total en su carrera | 13   | 0    | 1                     | 0                     | 2     | 0     |

## Palmarés

### Campeonatos nacionales
| Título              | Club     | Sede       | Año     |
| ------------------- | -------- | ---------- | ------- |
| Torneo Apertura     | Nacional | Montevideo | 2014    |
| Campeonato Uruguayo | Nacional | Montevideo | 2014/15 |

### Campeonatos internacionales
| Título               | Selección      | Sede     | Año  |
| -------------------- | -------------- | -------- | ---- |
| Juegos Panamericanos | Uruguay sub-22 | Hamilton | 2015 |